# Kim Hi Tông
Kim Hi Tông (chữ Hán: 金熙宗) là một hoàng đế nhà Kim trong lịch sử Trung Hoa. Tên thật của ông là Hoàn Nhan Đản hay Hoàn Nhan Hợp Lạt. Ông trị vị từ năm 1135 – 1149. Các niên hiệu trong thời gian trị vì của ông là: Thiên Hội (1135 – 1138), Thiên Quyến (1138 – 1141), Hoàng Thống (1141 – 1149).

## Thân thế
Ông là cháu trưởng của Kim Thái Tổ Hoàn Nhan A Cốt Đả, con trưởng của Kim Huy Tông Hoàn Nhan Tông Tuấn, mẹ đẻ là Bồ Sát thị.

## Trị vì
Mặc dù xuất thân từ dân tộc Nữ Chân nhưng Hoàn Nhan Đản rất tôn sùng văn hóa Hán, điều này hoàn toàn trái ngược với các đại thần của phe bảo thủ trong triều đình. Trong tông thất hoàng tộc, chỉ có hai thân vương là Tông Cán và Tông Bật là tôn sùng Hán chế, đặc biệt là Tông Bật. Tông Bật từng đi chinh phục Tống và đã nhận thấy được sự tiên tiến của văn hóa Hán và nhận thấy rõ sự lạc hậu của dân tộc Nữ Chân cho nên Tông Bật đã từng dâng tấu lên Kim Thái Tông yêu cầu thực thi Hán chế.
Sau khi Hoàn Nhan Đản lên ngôi hoàng đế đã cho thực thi một loạt chính sách cứng rắn nhằm tiêu diệt phái bảo thủ trong triều đình do Tông Hàn, Tông Bàn và Thát Lãn cầm đầu. Trước hết, ông cho thực thi chính sách " thay đổi chức vụ để giảm quyền bính, bãi chức Đô Nguyên Soái và Quốc luận Bột cực liệt của Tông Hàn, bổ nhiệm ông ta làm thái bảo, phong làm Tấn Vương, thực chất là đã tước hết quyền bính trong tay Tông Hàn. Sau đó, hoàng đế cho dời tay chân của Tông Hàn là Hàn Xí Tiên, Cao Khánh Duệ và Tiêu Khánh tới kinh thành nhận chức để dễ dàng kiểm soát. Tiếp đó, hoàng đế lợi dụng mâu thuẫn giữa Tông Hàn với Tông Bàn và Tông Cán để làm giảm thế lực của Tông Hàn. Hoàng đế ra chiếu thư bổ nhiệm Tông Bàn làm thái sư, Tông Cán làm thái phó, quản lý ba tỉnh, quyền hành còn cao hơn Tông Hàn. Đến năm 1137, Hoàn Nhan Đảm lại để Tông Bàn giết thuộc hạ của Tông Hàn là thượng thư tả thừa Cao Khánh Duệ và Lưu Tư vì tội tham ô. Tông Hàn đã xin đổi chức vụ để chuộc tội cho Cao Khánh Duệ nhưng bị Hy Tông từ chối. Sau đó ít lâu, Tông Hàn chết, Tông Bàn lên nắm quyền còn ngang tàng, hống hách hơn.
Tông Bàn chính là con trai trưởng của chính thất hoàng hậu của Kim Thái Tông, có quyền kế tục ngôi hoàng đế. Chính vì vậy lúc nào Tông Bàn cũng xem Hy Tông là cái gai trong mắt cần trừ bỏ. Để tiêu diệt ông ta, Hi Tông cất nhắc Tông Tuyển làm tả thừa tướng, còn phong làm thái bảo, cai quản ba tỉnh. Nhưng Tông Tuyển lại cấu kết với Tông Bàn làm phản. Năm 1139, Hy Tông đã giết chết Tông Bàn và Tông Tuyển vì có âm mưu phản loạn. Tả thừa tướng Hoàn Nhan Hi Di vốn là tay chân của Tông Hàn; năm 1140, có người mật báo Hy Di không coi hoàng đế ra gì, ăn nói vô lễ nên cũng bị Hy Tông giết chết, còn giết cả tâm phúc Tiêu Khách và hai con trai của ông ta. Vì Tông Cán và Tông Bật luôn sát cánh cùng Hy Tông trong cuộc đấu tranh giành quyền lực nên được Hy Tông trọng dụng. Từ đó, phe bảo thủ bị tan rã hoàn toàn và quyền hành nằm trong tay phái cải cách do Hoàn Nhan Đảm, Tông Cán và Tông Bật đứng đầu.
Sau khi tiêu diệt được phe bảo thủ, Hoàn Nhan Đản bắt đầu thực thi Hán chế. Ông bổ nhiệm người Hán làm quan, mở hai khoa thi tiến sĩ. Biên soạn quốc sử, ban hành văn tự Nữ Chân. Ông còn phỏng theo quan chế nhà Liêu, Tống, Đường để quy định các chức vụ dưới hoàng đế là thái sư, thái phó, thái bảo, thái úy, tư đồ, tư không,... Thiết lập cơ cấu quân sự tối cao là phủ đô nguyên soái ở trung ương, quy định các chức vụ nguyên soái, tả hữu phó nguyên soái, tả hữu giám quân, tả hữu đô giám,... Ở địa phương thì xóa bỏ chính quyền bù nhìn của Lưu Dự, thiết lập nên Hành đài thượng thư sảnh ở Biện Kinh, lập nên cơ cấu hành chính ở địa phương. Cơ cấu này quán triệt chính sách dùng người Hán trị người Hán, quan lại triều Tống cũ vẫn cai quản ở địa phương, ngoài ra còn dùng người Nữ Chân, Khiết Đan và Bột Hải.
Năm 1138, ông ban hành quan chế, tức là " Thiên Quyến tân chế ". Theo đó, đất nước sẽ thực thi chính sách quan lại mới, dựa theo công lao thành tích để ban thưởng. Tháng 10 cùng năm còn định ra chế độ phong quốc.
Ông là còn chú trọng cải cách lễ nghi trong triều, cấm bậc thân vương trở xuống không được mang đao kiếm vào cung để nâng cao hoàng quyền. Ông còn tham khảo luật của Liêu, Tống để làm ra bộ luật mới là " Hoàng thống chế ".
Về kinh tế, ông nỗ lực xóa bỏ tệ nạn cũ, khôi phục và phát triển kinh tế. Ông tiếp tục thực hiện chính sách di dân từ thời Thái Tổ và Thái Tông. Ông cho thay đổi chính sách " nộp thuế theo đầu trâu " của Nữ Chân bằng chính sách cấp ruộng tương ứng với mỗi hộ, gọi là " kế khẩu thụ điền ".
Trong thời kì Hi Tông trị vì, nước Kim xuất hiện dấu hiệu suy vong. Tuy nhiên triều Nam Tống lại không nhìn thấy được cần tăng cường thực lực để phục hưng mà lại thi hình chính sách cầu hòa. Còn Hy Tông lại nhận thức đúng về thực lực hai nước và chấp nhận lời cầu hòa đó. Năm 1139, Nam Tống xưng thần với Kim và hàng năm nộp 23 vạn lượng bạc, 25 vạn súc lụa. Nước Kim trả Hà Nam và Thiểm Tây về cho Tống và trả quan tài của Vi thái hậu và Tống Huy Tông về nước.
Tuy nhiên phái chủ chiến trong triều đình do Tông Cán và Tông Bật đứng đầu nhanh chóng chiếm ưu thế trong triều. Năm 1140, Hi Tông nghe theo thỉnh cầu của Tông Cán và Tông Bật, xuất quân thu phục Hà Nam và Thiểm Tây nhưng bị thất bại. Năm 1141, quân Kim lại xuất quân nhưng lại bị thất bại. Hai nước lại đàm phán và đạt được thỏa thuận mới. Nước Kim nhận được nhiều quyền lợi hơn nên hai nước đã ngừng chiến.

## Cuối đời
Hoàn Nhan Đản là một nhà chính trị tài ba nhưng lại vô cùng xa hoa và dâm đãng. Ông từng nhiều lần bắt dân chở gỗ, gạch, đá để xây các công trình kiến trúc. Hàng năm, Hi Tông còn cho tuyển con gái từ 13 đến 20 tuổi vào cung bất kể địa vị để phục vụ cho ông.
Trong thời gian trị vì, ông còn lạm dụng hình ngục, thích giết người. Sau này, khi con trai ông là thái tử Hoàn Nhan Tế An và Ngụy Vương Hoàn Nhan Đạo Tế qua đời, ông trở nên u uất, suốt ngày uống rượu, không màng chính sự. Năm 1149, con trai thứ của Tông Cán là Hải Lăng Vương Hoàn Nhan Lượng đã phát động binh biến.
Ông bị Hải Lăng Vương (海陵王) giết chết trong cuộc đảo chính năm ngày 9/1/1150 theo lịch Gregory đón trước. Năm Hoàng Thống thứ 9 Kim Hi Tông, tức Công nguyên 1150, Hoàn Nhan Lượng tụ tập một đội ngũ các tướng quân, mua chuộc các thị vệ bên cạnh Hi Tông. Vào đêm ngày 9/1, dùng phù mệnh lấy được của Hoàng đế mà mở cổng sau của Hoàng cung, xông thẳng vào tẩm cung Hoàng đế.
Hi Tông Hoàn Nhan Đản nghe tiếng bước chân lạ, bèn gọi lớn hỏi. Binh lính đều không ai dám có động tĩnh gì. Hoàn Nhan Lượng nói: "Việc đã đến nước thế này, còn không vào sao?" Nghe xong tất cả đều phá cửa mà xông bào. Hoàn Nhan Đản vội vàng tìm bội đao của mình, không ngờ đã bị thị vệ giấu đi. Trong lúc hoảng loạn đã bị chém chết.

## Gia đình
- Điệu Bình hoàng hậu Bùi Mãn thị (? - 1149) , cha là Bùi Mãn Hốt Đạt (裴满忽达) , mẹ là Chính thất Hoàn Nhan thị (完颜氏) xuất thân hoàng thất. Năm Thiên Hội thứ nhất (1135) phong Quý phi (妃), Thiên Quyến thứ nhất (1138) thăng Hoàng hậu. Hoàng Thống thứ nhất (1141) ban thụy Từ Minh Cung Hiếu Thuận Đức Hoàng hậu (慈明恭孝顺德皇后). Hoàng hậu can thiệp chính sự không cẩn thận chu toàn , để quần thần tác động mạnh mẽ. Tháng 11 năm Hoàng Thống thứ 9 (1149) bị Kim Hi Tông ban tử , Hoàn Nhan Lượng truy phong Điệu Bình Hoàng hậu (悼平皇后).
- Thường Thắng phi Tản Mão (nguyên là phi tần của Tạc vương Hoàn Nhan Nguyên) , định phong bà làm Hoàng hậu nhưng không thành.
- Hiền phi Hứa thị , khi con trai phong Ngụy vương thì phong Hiền phi , không rõ kết cục.
- Đức phi Ô Cổ Luận thị (? - 1119) , bị Kim Hi Tông sai người giết.
- Giáp Cốc phi (? - 1119) , bị Kim Hi Tông sai người giết.
- Trương phi (? - 1119) , bị Kim Hi Tông sai người giết.
- Bùi Mãn phi (? - 1120) , bị Kim Hi Tông sai người giết vào ngày 8 tháng 1.
- Triệu phi , là Hoa Phúc đế cơ Triệu Tái Nguyệt (华福帝姬趙赛月 , 1119 - ?) , con gái thứ 19 của Tống Cao Tông. Ban đầu bị đưa đến Tẩy Y viện , sau vào hầu Hi Tông , sơ phong Phu nhân (夫人) vào năm Thiên Hội thứ 3 (1138) , năm Hoàng Thống thứ 2 (1142) thăng Phi , không rõ kết cục.
- Triệu Thứ phi , là Khánh Phúc đế cơ Triệu Kim Nô (庆福帝姬趙金姑 , 1121 - 1162) , con gái thứ 20 của Tống Cao Tông. Ban đầu bị đưa đến Tẩy Y viện , sau vào hầu Hi Tông , sơ phong Phu nhân (夫人) sau thăng Thứ phi (次妃). Hi Tông bị giết , cải giá làm thiếp của Hoàn Nhan Yến (完顏晏).
- Triệu Thứ phi , tên thật Triệu Phi Yến (赵飞燕) , Tông thất nữ nhà Tống , con gái của Yên vương Triệu Ngọc (趙俁). Bị bắt trong loạn Tĩnh Khang , sau vào hầu Hi Tông , sơ phong Phu nhân (夫人) năm Thiên Quyến thứ nhất (1138) , sau thăng Tần (嫔) năm Hoàng Thống nguyên niên (1141) , năm sau phong Thứ phi (次妃) , không rõ kết cục.
- Triệu Thứ phi (1126 - ?) , tên thật Triệu Ngọc Tường (赵玉嫱) , Tông thất nữ nhà Tống , con gái Túc vương Triệu Xu (趙樞). Bị bắt trong loạn Tĩnh Khang , sau vào hầu Hi Tông , sơ phong Phu nhân (夫人) năm Thiên Quyến thứ nhất (1138) , sau thăng Tần (嫔) năm Hoàng Thống thứ 2 (1142) , năm sau phong Thứ phi (次妃) , không rõ kết cục.
- Triệu phu nhân , là Gia Đức đế cơ Triệu Ngọc Bàn (嘉德帝姬趙玉盤 , 1100 - 1141) , đích nữ của Tống Cao Tông , ban đầu lấy Tăng Di (曾夤). Bị bắt trong loạn Tĩnh Khang , trở thành thiếp của Hoàn Nhan Tông Hàn , sau Tông Hàn bị Kim Hi Tông xử tử , đế cơ bị tướng Hoàn Nhan Thất Thất cưỡng hiếp , sau lại bị đưa vào cung của Kim Hi Tông. Thiên Quyến thứ 3 (1141) thì mất , truy phong Phu nhân (夫人).
- Triệu phu nhân , là Vinh Đức đế cơ Triệu Kim Nô (荣德帝姬赵金奴 , 1103 - 1142) , ban đầu lấy Tào Thịnh (曹晟). Bị bắt trong loạn Tĩnh Khang , trở thành thiếp của Yên vương Hoàn Nhan Xương (完颜昌) , sau khi Xương bị Kim Hi Tông xử tử thì nhập cung , năm Hoàng Thống thứ 2 (1142) sách phong Phu nhân (夫人) , cùng năm thì mất.
- Triệu phu nhân , là Ninh Phúc đế cơ Triệu Xuyến Châu (宁福帝姬赵串珠 , 1114 - ?) , con gái thứ 16 của Tống Cao Tông. Bị bắt trong loạn Tĩnh Khang , trở thành thiếp của Thân vương Hoàn Nhan Tông Tuyển (完顏宗雋) , sinh một con trai tên Hoàn Nhan Mỗ (完颜某). Sau khi Hoàn Nhan Tông Tuyển bị Kim Hi Tông xử tử thì nhập cung , năm Hoàng Thống nguyên niên (1141) sách phong Phu nhân (夫人) , kết cục không rõ.
- Triệu phu nhân , là Linh Phúc đế cơ Triệu Kim Ấn (令福帝姬赵金印 , 1118 - ?) , con gái thứ 18 của Tống Cao Tông. Bị bắt trong loạn Tĩnh Khang , ban đầu bị đưa đến Tẩy Y viện , sau đó được đưa vào cung , năm Thiên Hội nguyên niên (1135) sách phong Phu nhân (夫人) , kết cục không rõ.
- Triệu thị , tên thật Triệu Đàn Hương (赵檀香 , 1113 - ?) , Tông thất nữ nhà Tống , con gái thứ hai của Việt vương Triệu Ti (趙偲). Bị bắt trong loạn Tĩnh Khang , sau đó được đưa vào cung làm phi , không rõ danh vị.

### Hậu duệ
- Hoàn Nhan Tế An (完顏濟安 , 1142 - 1143) , trưởng tử , mẹ là Điệu Bình Hoàng hậu , rất được vua cha thương yêu và phong làm Thái tử , chết yểu do bạo bệnh , truy phong Anh Điệu Thái tử (英悼太子).
- Hoàn Nhan Đạo Tế (完颜道济 , khoảng 1140 - 1144) , nhị tử , mẹ là Thường Thắng phi , chết yểu , phong làm Ngụy vương (魏王).
- Hoàn Nhan thị , không rõ mẹ , phong Trịnh quốc công chúa (郑国公主) , lấy Bồ Sát Đỉnh Thọ (蒲察鼎寿) , sinh một con gái chính là Khâm Hoài Hoàng hậu của Kim Chương Tông.
- Hoàn Nhan thị , không rõ mẹ , phong Kì quốc công chúa (冀国公主) , dưỡng mẫu của Khâm Hoài Hoàng hậu.
- Hoàn Nhan thị , phong Đại quốc công chúa (代国公主) , mẹ là Điệu Bình Hoàng hậu , lấy Đường Quát Biện (唐括辩).
- Hoàn Nhan thị , không rõ mẹ và phong hiệu , lấy Đồ Đan Phủ Quân Nô (徒单府君奴) , sinh Đồ Đan Công Bật (徒单公弼) sau được nghênh giá công chúa của Kim Thế Tông.
- Hoàn Nhan thị , không rõ mẹ , phong Lương quốc Đại Trưởng công chúa (梁国大长公主).
- Hoàn Nhan thị , không rõ mẹ , thất nữ , phong Trầm quốc công chúa (沈国公主) , lấy Đồ Đan Dịch Mẫu (嫁徒单绎) , sinh một con gái phong Ngạc quốc công chúa (鄂国公主).